# Reynaldo Galindo Pohl
Reynaldo Galindo Pohl (Sonsonate, 21 de octubre de 1918 - San Salvador, 4 de enero de 2012) fue un abogado y diplomático salvadoreño. Fue parte del Consejo de Gobierno Revolucionario del año 1948 y presidió la Asamblea Constituyente que redactó la Constitución salvadoreña de 1950.

## Biografía
Obtuvo el grado de bachiller en ciencias y letras del Instituto Nacional Francisco Menéndez. Años después participaría en el derrocamiento del general Maximiliano Hernández Martínez como parte del movimiento estudiantil de la Universidad de El Salvador, y el año 1948 fue parte del Consejo de Gobierno Revolucionario tras la deposición de Salvador Castaneda Castro. Para 1950 adquirió el grado de doctor en jurisprudencia y ciencias sociales, y además presidió la Asamblea Constituyente que redactó la constitución de ese año. Bajo el gobierno de Óscar Osorio fungió como Ministro de Cultura Popular, y durante su administración se realizó la primera gran campaña de alfabetización del país, y la fundación de la Academia de Bellas Artes y del Instituto Salvadoreño de Turismo.

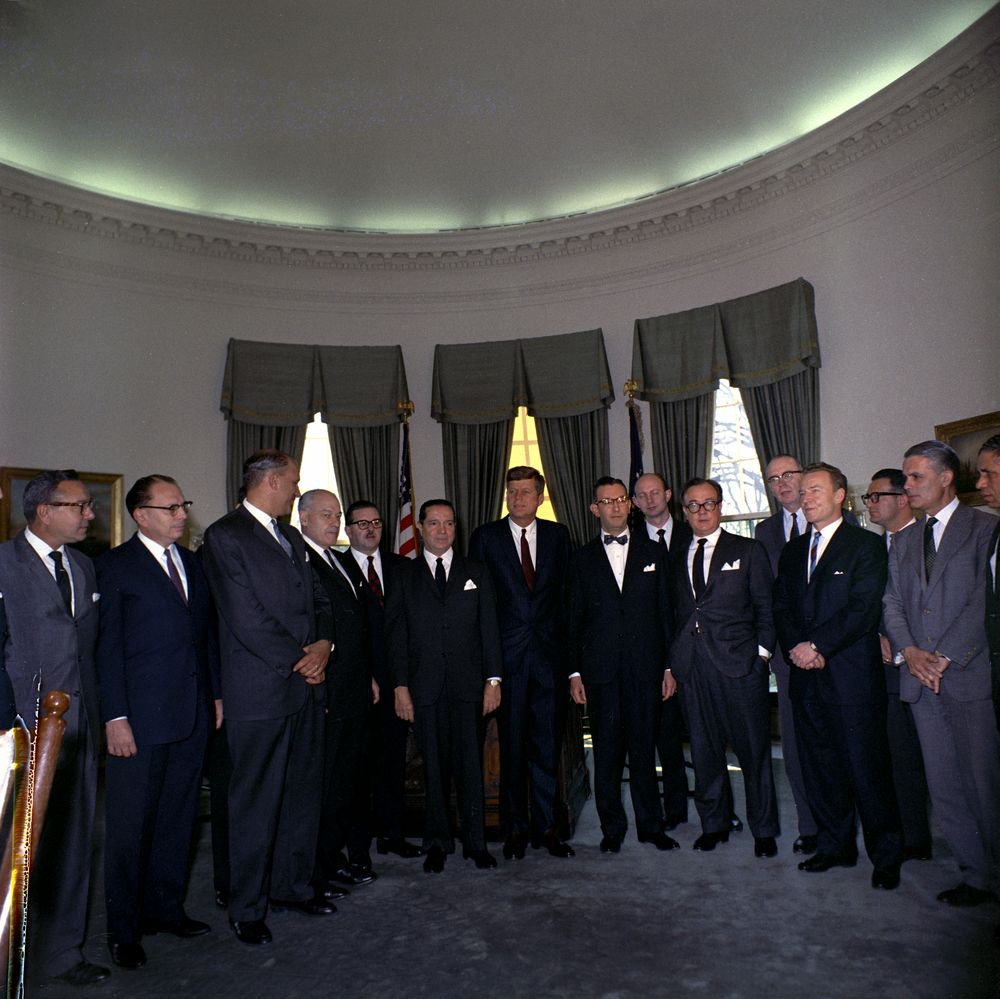
El presidente John F. Kennedy con miembros del Grupo de Trabajo sobre Educación, Ciencia y Cultura de la Organización de los Estados Americanos.(Segundo a Izquierda Reynaldo Polh

Galindo ejerció numerosos cargos públicos a nivel internacional, entre los que cabe mencionar: director del departamento de relaciones de la Unesco (1957 a 1959); miembro de la Comisión Interamericana de Derechos Humanos (1960-1964); secretario general interino y director del departamento jurídico de la Organización de Estados Centroamericanos (ODECA) (1966-1967); representante de El Salvador ante la Organización de las Naciones Unidas (ONU) (1967-1977); jefe de la delegación salvadoreña ante la Organización Internacional del Café (1971-1973); representante de El Salvador ante la Conferencia Diplomática de Naciones Unidas, que negoció la Convención de Viena sobre Derecho de los Tratados, en Viena, Austria (1969); jefe de la delegación salvadoreña en la Tercera Conferencia de Naciones Unidas sobre Derecho del mar (1973-1977); director del departamento jurídico de la Organización de los Estados Americanos  (OEA) (1977-1978); y representante especial del secretario general de Naciones Unidas sobre la situación de los Derechos Humanos y las Libertades Fundamentales en la República Islámica de Irán (1995), entre otros. Recibió condecoraciones de los gobiernos de Francia, República Dominicana, Perú y Guatemala. En El Salvador, el año 2004 fue reconocido como Hijo Meritísimo de la ciudad de Sonsonate, y desde entonces el centro judicial de dicha población ostenta su nombre. Además recibió la Orden José Gustavo Guerrero y la Orden José Matías Delgado, y  el año 2008 la cancillería salvadoreña bautizó a uno de sus salones con su nombre.
En el ámbito cultural, estudió el idioma francés en la Universidad de La Sorbona e Historia del Arte en el Museo del Louvre, mientras residía en el extranjero. Fue académico de número de la Academia Salvadoreña de la Lengua, y su obra escrita comprende: Curso de Teoría General del Estado, Paso inocente y libre navegación, Problemas de las empresas transnacionales, Guion Histórico de la Ciencia del Derecho, El Nuevo Derecho del Mar, Crónica del 32: Recuerdos de Sonsonate, Comentarios a la Sentencia de 1992 sobre la controversia de límites entre El Salvador y Honduras, y La idea del Derecho de Kant: Ensayos sobre el Liberalismo.
Sus padres fueron el dentista Héctor Galindo García y la profesora de idiomas Lilian Pohl de Galindo, de nacionalidad estadounidense. Su hermana, Estella Galindo Pohl, fue la madre del poeta David Escobar Galindo. Contrajo matrimonio con Esperanza Vélez de Galindo.
En 1994 fue parte del tribunal arbitral que resolvió la disputa entre Chile y Argentina sobre el territorio de la Laguna del Desierto.